# Trentepohlia brevicellula
Trentepohlia brevicellula là một loài ruồi trong họ Limoniidae. Chúng phân bố ở miền Australasia.